# Adon, Loiret
Adon là một xã trong tỉnh Loiret, vùng Centre-Val de Loire bắc trung bộ nước Pháp. Xã này nằm ở khu vực có độ cao từ 137-176 mét trên mực nước biển.